# パケット間隔
コンピュータネットワークでは、パケット間やフレーム間に最小限の間隔が必要になることがある。使用される物理層プロトコルや伝送路符号によって、受信側でのクロック回復を可能にし、受信側が別のパケットのための準備（例えば低電力状態からの起動）をすることを可能にするために、間隔が必要になることがある。

## イーサネット
イーサネットデバイスでは、送信するイーサネットパケットの間に最小のアイドル時間を設ける必要があり、これをパケット間隔（IPG: interpacket gap）またはフレーム間隔（IFG: interframe gap または interframe spacing）という。パケット間の短い回復時間により、デバイスは次のパケットの受信に備えることができる。
いくつかの物理層の変種はアイドル時間中には文字通りのアイドル状態となり何も送信しないが、ほとんどの最近のものではアイドル時間中にも一定の信号を送信し、アイドルパターンを送る。送信のための標準最小パケット間隔は96ビット時間（媒体上で96ビットのデータを送信するのにかかる時間）であり、具体的な時間は以下のようになる。
- 10Mbpsイーサネットでは9.6 µs
- 100Mbpsイーサネットでは0.96 µs
- 1Gbpsイーサネットでは96 ns
- 2.5Gbpsイーサネットでは38.4 ns
- 5Gbpsイーサネットでは19.2 ns
- 10Gbpsイーサネットでは9.6 ns
- 40Gbpsイーサネットでは2.4 ns
- 100Gbpsイーサネットでは0.96 ns[1]

一部のメーカーは、パケット間隔を短くしてデータ転送速度をわずかに高くしたアダプタを設計しているが、これにより衝突の検出率が高くなる可能性がある。例えば、Intel EtherExpress 100Bなどである。
受信時には、変動するネットワーク遅延、クロック許容誤差、およびリピータの存在（10Mbpsおよび100Mbpsのみ）により、パケット間ギャップが若干短くなることがある。
- 40/100ギガビットイーサネットの場合、受信IPGは8ビット時間（1バイト）に短縮できる。
- 2.5/5/10/25ギガビットイーサネットの場合、受信IPGは40ビット時間（5バイト）に短縮できる。
- ギガビット・イーサネットの場合、受信IPGは64ビット時間（8バイト）に短縮できる。
- 100メガビット・イーサネットの場合、受信IPGの削減は指定されおらず、標準の96ビット時間（12バイト）である。
- 10メガビット・イーサネットの場合、受信IPGは47ビット時間に短縮できる。

## ファイバーチャネル
ファイバーチャネルでは、連続したフレーム間にプリミティブのシーケンスがあり、フレーム間隔(interframe gap)とも呼ばれる。最小シーケンスは、IDLE|IDLE|R_RDY|R_RDY|IDLE|IDLE6つのプリミティブで構成されている。各プリミティブは、8b/10bでエンコードされたバリアント（1〜8 Gbps）に対してそれぞれ10ビットの4チャネルワードで構成され、4データバイトに相当する。